# José Valenzuela Laguillos
José Ciriaco Valenzuela Laguillos (Santiago de Chile, 1804 - Rancagua, 1876) fue un político chileno. 
Hijo de don Vicente Valenzuela Toro y doña Leonarda Laguillos Silva. Se casó con Antonia Castro Calderón de la Barca y tuvieron numerosos hijos. 
Integró las filas del Partido Conservador y fue sumamente católico. Gobernador de Rancagua (1837-1850), subsecretario del Ministerio de Hacienda (1850-1852).
Elegido Diputado por Rancagua en dos períodos (1852-1858), por Caupolicán por otros dos (1864-1870) y nuevamente por Rancagua (1873-1876), integrando en estos cinco períodos legislativos las Comisiones permanentes de Educación y Beneficencia, Constitución, Legislación y Justicia, Negocios Eclesiásticos, Gobierno y Relaciones Exteriores. 